# Europees Jeugdforum
Het Europees Jeugdforum (afgekort van de Engels-Franse benaming Youth Forum Jeunesse: YFJ) is een internationale non-profitorganisatie en fungeert als platform en belangenbehartigingsgroep van de nationale jeugdraden en internationale niet-gouvernementele jongerenorganisaties in Europa. Het streeft naar jeugdrechten in internationale instellingen zoals de Europese Unie, de Raad van Europa en de Verenigde Naties.
Het Europees Jeugdforum werkt op het gebied van jeugdbeleid en de ontwikkeling van jeugdwerk. De organisatie focust haar werk op Europese jeugdbeleidskwesties, stimuleert Europese samenwerking en versterkt zodoende de positie van haar leden.
Een van de belangrijkste taken van het Europees Jeugdforum is het behartigen van de standpunten en meningen van de aangesloten op alle relevante beleidsterreinen. Daarnaast zet de organisatie zich in om ervoor te zorgen dat internationale instellingen zoals de Europese Unie, de Raad van Europa en de Verenigde Naties meer sectoroverschrijdend jeugdbeleid ontwikkelen. De beginselen van duurzame ontwikkeling en gelijkheid zijn verankerd in de werkzaamheden van het Europees Jeugdforum
Het Europees Jeugdforum bestaat uit 44 Nationale Jeugdraden en 61 internationale NGO's voor jongeren en heeft daarom in totaal 105 leden.

## Geschiedenis
Het Europees Jeugdforum is een Europese internationale organisatie, die in 1996 werd opgericht door nationale jeugdraden en internationale niet-gouvernementele jongerenorganisaties. Het is de opvolger van de Raad van Europese Nationale Jeugdcommissies (CENYC), het Jeugdforum van de Europese Gemeenschappen (YFEU) en het Europees Coördinatiebureau van Internationale Jongerenorganisaties (ECB). De oprichting van één enkele structuur die alle drie vervangt, was één van de redenen waarom in 1996 het Europees Jeugdforum is opgericht.

## Visie, missie en doelstellingen
Volgens het Europes Jeugd Forum zijn hun visie, missie en doelstellingen als volgt:

### Visie
De stem zijn van jongeren in Europa, waar jongeren gelijkwaardige burgers zijn en worden aangemoedigd en ondersteund om hun volledige potentieel als wereldburgers te bereiken.

### Missie
Het Europees Jeugdforum is een onafhankelijk, democratisch en door jongeren geleid platform dat nationale jeugdraden en internationale jongerenorganisaties uit heel Europa vertegenwoordigt.
Het Europees Jeugdforum heeft als doel om jongeren in staat te stellen actief deel te nemen aan de samenleving om hun eigen leven te verbeteren, door hun behoeften en belangen en die van hun organisaties te vertegenwoordigen en te bepleiten.

### Doelstellingen
- De participatie van jongeren en jongerenorganisaties in de samenleving en in besluitvormingsprocessen vergroten;
- Een positieve invloed uitoefenen op beleidskwesties die jongeren en jongerenorganisaties raken, door een erkende partner te zijn voor internationale instellingen, namelijk de Europese Unie, de Raad van Europa en de Verenigde Naties;
- Het concept van jeugdbeleid promoten als een geïntegreerd en sectoroverschrijdend element van de algemene beleidsontwikkeling, met name door systematisch meer aandacht te besteden aan de effecten van beleid op jongeren;
- de participatie van jongeren vergemakkelijken door de ontwikkeling van duurzame en onafhankelijke jongerenorganisaties op nationaal en internationaal niveau, met name met het oog op het waarborgen van betrouwbare, adequate financiering voor hen;
- de uitwisseling van ideeën en ervaringen, wederzijds begrip en gelijke rechten en kansen tussen jongeren in Europa bevorderen;
- Handhaven van intercultureel begrip, democratie, respect, diversiteit, mensenrechten, actief burgerschap en solidariteit;
- Bijdragen aan de ontwikkeling van jeugdwerk in andere regio's van de wereld.

Het Europees Jeugdforum heeft de taak om 20 jongeren van zijn lidorganisaties voor te dragen voor de Adviesraad voor Jeugd van de Raad van Europa. Deze bestaat uit 13 vertegenwoordigers van internationale jongerenorganisaties en 7 vertegenwoordigers van nationale jeugdraden voor een mandaat van twee jaar. Deze worden democratisch gekozen door de lidorganisaties, meestal in de lente in de Ledenraad (COMEM) in Brussel.

## Organisatie

### Voorzitters
| Datum     | Naam voorzitter         | Nationaliteit | Nominerende organisatie(s) |
| --------- | ----------------------- | ------------- | --- |
| 2023-204  | María Rodríguez Alcázar | Spanje        | Spaanse Jeugdraad (CJE) |
| 2021-2022 | Silja Markkula          | Finland       | Wereldorganisatie van de scoutsbeweging (WOSM), Suomen Nuorisoalan kattojärjestö Allianssi ry (Allianssi)                        |
| 2019–2020 | Carina Autengruber      | Oostenrijk    | Oesterreichische Kinder- und Jugendvertretung (ÖJV), Internationale Federatie van Katholieke Parochiale Jeugdbewegingen (FIMCAP) |
| 2017–2018 | Luis Alvarado Martinez  | Spanje        | Association des Etats Généraux des Etudiants de l'Europe (AEGEE-Europa)                                                          |
| 2015-2016 | Johanna Nyman           | Finland       | Finse Jeugdsamenwerking (Allianssi)                                                                                              |
| 2011-2014 | Peter Matjašič          | Slovenië      | |
| 2009-2010 | Tine Radinja            | Slovenië      | |
| 2007-2008 | Bettina Schwarzmayr     | Oostenrijk    | |
| 2005-2006 | Renaldas Vaisbrodas     | Litouwen      | |
| 2003-2004 | Giacomo Filibeck        | Italië        | |
| 2001-2002 | Henrik Söderman         | Finland       | |
| 1999-2000 | Pau Solanilla           | Spanje        | |
| 1997-1998 | Pauliina Arola          | Finland       | |

### Huidig bestuur
Het bestuur dat elke twee jaar door de leden wordt gekozen op de Algemene Vergadering, bestaat uit:
- Eén voorzitter, welke wordt voorgedragen door een Nationale Jeugdraad en/of een internationale NGO voor jongeren.
- Eén vice-president, voorgedragen door een Nationale Jeugdraad
- Eén vice-president, voorgedragen door een internationale NGO voor jongeren
- 4 bestuursleden voorgedragen door een Nationale Jeugdraad
- 4 bestuursleden voorgedragen door een internationale NGO voor jongeren

De secretaris-generaal van het Europees Jeugdforum woont de bestuursvergaderingen bij, maar heeft geen stemrecht.
| Naam                          | Positie                 | Nationaliteit | Nominerende organisatie                                       |
| ----------------------------- | ----------------------- | ------------- | ------------------------------------------------------------- |
| María Rodríguez Alcázar       | Voorzitter              | Spanje        | Spaanse Jeugdraad (CJE)                                       |
| Christiana Xenofontos         | Vice-voorzitter (NYC)   | België        | Cypriotische Jeugdraad (CYC)                                  |
| Elias Dray                    | Vice-voorzitter (INGYO) | Frankrijk     | Europese Unie van Joodse Studenten (EUJS)                     |
| Andreea-Alexandra Scrioșteanu | Bestuurslid (NYC)       | Roemenië      | Roemeense Jeugdraad (CTR)                                     |
| Nicholas Kujala               | Bestuurslid (NYC)       | Finland       | Finse Jeugdraad (Allianssi)                                   |
| Mark McNulty                  | Bestuurslid (NYC)       | Ierland       | Ierse Jeugdraad (NYCI)                                        |
| Daniele Taurino               | Bestuurslid (INGYO)     | Italië        | Europees Bureau voor gewetensbezwaren (EBCO-BEOC)             |
| Ismael Paez Civico            | Bestuurslid (INGYO)     | Spanje        | Jongeren voor uitwisseling en begrip (YEU)                    |
| Natalia Kallio                | Bestuurslid (INGYO)     | Finland       | Internationale LHBYQI+ Jeugd- en Studentenorganisatie (IGLYO) |
| Rareș Voicu                   | Bestuurslid (INGYO)     | Roemenië      | Organiserend bureau van vakbonden voor scholieren (OBESSU)    |

### Secretarissen-generaal
| Naam                 | Termijn   |
| -------------------- | --------- |
| Joe Elborn           | 2020–2022 |
| Anna Widegren        | 2017-2020 |
| Allan Pall           | 2014-2017 |
| Giuseppe Porcaro     | 2009-2014 |
| Diogo Pinto          | 2005-2009 |
| Johanna Tzanidaki    | 2003-2005 |
| Kim Svendsen         | 2001-2002 |
| Tobias Flessenkemper | 1998-2001 |
| Hrönn Pétursdóttir   | 1997-1998 |
| Stephen Grogan       | 1996      |

### Financiering
In 2012 was bijna 87% van de inkomsten van het Jeugdforum afkomstig van jaarlijkse subsidies van internationale instellingen. 83,9% van de totale inkomsten kwam uit de Begroting van de Europese Unie, via een subsidie van DG Onderwijs en cultuur, terwijl ongeveer 3,2% afkomstig was van subsidies van de Raad van Europa.
Partnerschapsprojecten vormen ook een essentieel onderdeel van de inkomsten van het Jeugdforum, en dergelijke inkomsten omvatten de ondersteuning van partnerorganisaties voor concrete activiteiten, bijvoorbeeld YFJ-lidorganisaties die YFJ-vergaderingen organiseren, of subsidies van stichtingen of andere entiteiten, zoals de Verenigde Naties, regeringen of lokale autoriteiten.
Vrijwilligerstijdbijdragen zijn een bron van externe financiering en stellen het Europees Jeugdfoeum in staat om aan zijn cofinancieringsvereisten te voldoen volgens de Europese Commissie. Deze bijdragen vertegenwoordigen ook de verdere erkenning van vrijwilligerswerk als een belangrijke bijdrage aan de samenleving en aan het werk van jeugdorganisaties. Deze bijdragen vertegenwoordigden in 2012 ongeveer 4,8% van het budget van het Jeugdforum.

## Lidmaatschap
Het Europees Jeugd Forum heeft ruim 100 lidorganisaties met twee soorten leden: Nationale Jeugdraden en Internationale niet-gouvernementele jongerenorganisatie, waarvan er drie categorieën zijn: waarnemend, kandidaat en volwaardig lid. Alleen volwaardige leden mogen stemmen op de statutaire vergaderingen van het Europees Jeugdforum.
Volgens de statuten moeten alle leden aan de volgende voorwaarden voldoen:
- het accepteren en zich inzetten voor het doel van het Europees Jeugdforum;
- een niet-gouvernementele organisatie zonder winstoogmerk zijn;
- democratische doelstellingen en structuren hebben en de beginselen van het Europees Verdrag voor de Rechten van de Mens aanvaarden;
- de statuten van het Europees Jeugdforum volledig te erkennen;
- te werken met jongeren en het hebben van een orgaan dat beslissingen neemt welke wordt gecontroleerd door jongeren;
- zich bij hun beslissingen niet te laten leiden door een externe autoriteit.

### Nationale Jeugdraden
Momenteel zijn er ruim 40 Nationale Jeugdraden die lid zijn van het Europees Jeugdforum. Albanië, Bosnië en Herzegovina en Kosovo hebben momenteel geen erkende Nationale Jeugdraden.
Leden van de Nationale Jeugdraad moeten:
1. het nationale coördinatieorgaan zijn van niet-gouvernementele jongerenorganisaties in een Europese staat;
2. openstaan voor alle democratische jongerenorganisaties op nationaal niveau.

Om volwaardig lid te zijn, moeten ze openstaan voor iedereen en de meeste van de belangrijkste democratische jeugdbewegingen en -organisaties op nationaal niveau in dat land vertegenwoordigen.

### Internationale niet-gouvernementele jongerenorganisaties (INGYO)
Momenteel zijn er 61 internationale niet-gouvernementele jongerenorganisaties die lid zijn van het Europees Jeugdforum.
Volledige IYNGO-leden moeten ofwel ten minste 5000 jonge leden in tien Europese staten hebben, en in geen geval minder dan 300 jonge leden in een van deze tien staten; of: een gemotiveerd advies hebben van: de secretaris-generaal en het bestuur; of het overlegorgaan over lidmaatschapsaanvragen dat het bestuur adviseert over lidmaatschapsaanvragen.
Waarnemer INGYO-leden moeten 3000 jonge leden hebben in ten minste zes Europese staten met ten minste 100 leden in een van deze zes staten.
INGYO's kunnen geen lid worden als ze qua doelstellingen, lidmaatschap en structuren grotendeels identiek zijn aan een bestaand INGYO, dat al lid is. Dit moet uitsluitend door de Algemene Vergadering worden gewaardeerd, met een tweederdemeerderheid, onthoudingen niet meegeteld.
Voorbeelden van dergelijke organisaties zijn Association des Etats Généraux des Etudiants de l'Europe (AEGEE), het Europees kantoor van de World Organization of the Scout Movement, het Internationaal Comité van het Rode Kruis of Pax Christi.